# Muagwekan
Muagwekan (ou Muangwekan) est un village du Cameroun situé dans le département du Koupé-Manengouba et la Région du Sud-Ouest. Il fait partie de la commune de Bangem.

## Population
Lors du recensement de 2005, Muagwekan comptait 610 habitants.